# Mezinárodní letiště Čedžu
Mezinárodní letiště Čedžu (korejsky 제주국제공항 – Čedžu kukče konghang, IATA: CJU, ICAO: RKPC) je mezinárodní letiště v Jižní Koreji, druhé největší v zemi po mezinárodním letišti Inčchon ležícím u hlavního města Soulu. Letiště Čedžu leží na jihu Koreje u stejnojmenného města na stejnojmenném ostrově v stejnojmenné provincii. Je umístěno u mořského pobřeží prakticky ve městě samotném – od centra je vzdáleno jen zhruba tři kilometry. Bylo otevřeno v roce 1968.